# Ma famille chérie (film)
Pour les articles homonymes, voir Connemara.
 (avril 2021).
Si vous disposez d'ouvrages ou d'articles de référence ou si vous connaissez des sites web de qualité traitant du thème abordé ici, merci de compléter l'article en donnant les références utiles à sa vérifiabilité et en les liant à la section « Notes et références ».
Pour plus de détails, voir Fiche technique et Distribution.
Ma famille chérie est un film français réalisé par Isild Le Besco et en 2024.
Il est présenté au festival international du film de Locarno 2024.

## Synopsis
En Irlande, les derniers jours d'une chanteuse d'opéra.

## Fiche technique
- Titre original : Ma famille chérie
- Titre de travail : Connemara
- Réalisation : Isild Le Besco
- Scénario : Raphaëlle Desplechinet Steven Mitz
- Musique :
- Photographie : Thomas Bataille
- Montage : Edgar Allender
- Décors :
- Production : AVA, Rauridh Laing
- Distribution : REZO Films
- Pays de production :  France
- Format : Couleur
- Dates de sortie[2] :
  - Suisse : 11 août 2024 (festival de Locarno)

## Distribution
- Marisa Berenson : la reine
- Élodie Bouchez : Estelle
- Jeanne Balibar : Janet
- Laëtitia Eïdo : Ana
- Sam Spruell : William
- Stefano Cassetti : Antonio
- Isild Le Besco : Manon
- Élie Semoun : Jean-Luc
- Geoffrey Carey : Michael
- Axel Granberger : Marc
- Sial Tizot : Fred
- Jude Letullier-Grelat : Claire
- Astrid Blacquière : Kate

## Production
Le tournage se déroule dans une maison de la ville de Wimille.